# ISO 639

Código da língua portuguesa segundo a ISO 639-1.

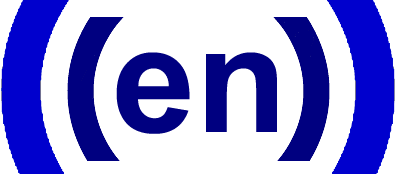
Código da língua inglesa segundo a ISO 639-1.

ISO 639 é formado por "Códigos para a representação de nomes de línguas" (do inglês: "Codes for the representation of names of languages"); é uma norma técnica padrão da "Organização Internacional para Padronização", que instituiu códigos que  representam cada língua (idiomas) do planeta. É aplicada em áreas como linguística, lexicografia, terminologia e bibliografia. Na Internet, por exemplo, é usada para indicar a língua em que se encontra um documento html (website) ou um trecho do mesmo - o código da língua portuguesa, por exemplo, é pt; o do inglês, en.

## ISO 639-1:2002
A Parte 1: o código alfa-2, é composta por códigos de duas letras, criada para codificar apenas as línguas principais do mundo, para quais foram criadas terminologias especializadas. Em geral, mas não necessariamente, constitui uma abreviação do nome da língua em inglês; todos os códigos representam línguas individuais (um idioma único), nunca coletivos.
O uso da parte 1 foi encorajado pela RFC 1766 e a seguir pela RFC 3066, que informa que o código de duas letras deve ser usado preferencialmente, usado sempre quando disponível. A RFC 3066 recomenda ainda que não sejam criados novos códigos para línguas já contempladas pela ISO 639-2, de forma que as atualizações são pouco frequentes. A autoridade responsável pela atualização dos códigos ISO 639-1 é o "International Centre of Terminology" (Infoterm), mas a divulgação é feita em conjunto com o padrão ISO 639-2.

## ISO 639-2:1998
A Parte 2: código alfa-3, é composta de códigos de três letras, criada para uso em terminologia e também para uso na documentação bibliográfica. Designa códigos para todas as línguas codificadas na ISO 639-1 e "muitas outras línguas que contam com corpos de literatura significativos"; também especifica códigos para grupos linguísticos, "cobrindo indiretamente quase todas as línguas do mundo"; por fim, existem códigos para língua indeterminada (und), para múltiplas línguas (mul), e as de uso regional (qaa-qtz). Só discrimina variações linguísticas que possam ser caracterizadas pela forma escrita, como por exemplo o cantonês e o mandarim são ambos codificados com zho/chi (chinês).
Existem 22 línguas, incluindo o chinês, para as quais existe um par de códigos de três letras. O primeiro código, denominado ISO 639-2/B, foi derivado dos códigos de língua usados no MARC 21, um projeto de informatização de catálogos bibliográficos. No caso dessas duas 22 línguas, o código diferia significativamente daquele especificado na ISO 639-1, sendo então criados códigos ISO 639-2/T (de terminologia). Para evitar confusão, um código "B" não pode ser reaproveitado como "T" ou vice-versa. Todas as línguas com mais de um código ISO 639-2 têm, necessariamente, um código ISO 639-1.
A ISO 639-2 é recomendada na RFC 3066, para quando não houver código ISO 639-1 disponível. A atualização do código é responsabilidade da Biblioteca do Congresso dos Estados Unidos.

## Outras partes
As seguintes partes ainda estão em fase de rascunho:
- ISO 639-3 (Alpha-3 code for comprehensive coverage of languages) — código de três letras abrangendo "macrolínguas" (como o chinês) e línguas individuais (como o português), mas não coletivos (como o nahuatl); em desenvolvimento pela SIL International ("Summer Institute of Linguistics"), com informações provenientes tanto do Ethnologue (publicado pela própria SIL International) quanto do Linguist List.
- ISO 639-4 (Implementation guidelines and general principles for language coding) — "Normas de implementação e princípios gerais de codificação de línguas".
- ISO 639-5 (Alpha-3 code for language families and groups) — "Código alfa-3 para famílias e grupos de línguas".
- ISO 639-6 (Alpha-4 representation for comprehensive coverage of language variation) — "Representação alfa-4 para cobertura abrangente de variação linguística".

## Código das línguas

### A
| ISO 639-2 | ISO 639-1 | Nome em inglês             | Nome em português            | Nome nativo               |
| --------- | --------- | -------------------------- | ---------------------------- | ------------------------- |
| aar       | aa        | Afar                       | afar                         | afar                      |
| abk       | ab        | Abkhazian                  | abcázio                      | Аҧсуа                     |
| ace       |           | Achinese                   | achém; achinês               |                           |
| ach       |           | Acoli                      | acholi; acoli                |                           |
| ada       |           | Adangme                    | Dangbe                       | adangbɛ                   |
| ady       |           | Adyghe; Adygei             | adigue; adigei               | адыгэбзэ; адыгабзэ        |
| afa       |           | Afro-Asiatic languages     | Línguas afro-asiáticas       |                           |
| afh       |           | Afrihili                   | afrihili                     |                           |
| afr       | af        | Afrikaans                  | africânder                   | Afrikaans                 |
| ain       |           | Ainu (Japan)               | aino                         | アイヌ                    |
| aka       | ak        | Acã                        | Acã                          | akana                     |
| akk       |           | Akkadian                   | acádio                       | akkadû; lišānum akkadītum |
| ale       |           | Aleut                      | aleúte                       | Unangax tunuu             |
| alg       |           | Algonquian languages       | Línguas algonquinas          |                           |
| alt       |           | Southern Altai             | altai do sul                 |                           |
| amh       | am        | Amharic                    | amárico                      | አማርኛ                      |
| ang       |           | English, Old (ca.450-1100) | inglês antigo (ca. 450-1100) | Englisc                   |
| anp       |           | Angika                     |                              |                           |
| apa       |           | Apache languages           | Línguas apache               | Ndéé                      |
| ara       | ar        | Arabic                     | árabe                        | العربية                   |
| arc       |           | Aramaic                    | aramaico                     | ܐܪܡܝܐ                     |
| arg       | an        | Aragonese                  | aragonês                     | aragonés                  |
| arn       |           | Mapudungun; Mapuche        | mapudungun; mapuche          |                           |
| arp       |           | Arapaho                    | arapaho                      | Hinono'eitiit             |
| art       |           | Artificial languages       | Línguas artificiais          |                           |
| arw       |           | Arawak                     | aruaque                      |                           |
| asm       | as        | Assamese                   | assamês                      | অসমীয়া                      |
| ast       |           | Asturian; Bable            | asturiano; bable             | asturianu                 |
| ath       |           | Athapascan languages       | Línguas atabascanas          |                           |
| aus       |           | Australian languages       | Línguas australianas         |                           |
| ava       | av        | Avaric                     | avárico                      | авар                      |
| ave       | ae        | Avestan                    | avéstico                     | avesta                    |
| awa       |           | Awadhi                     | awadhi                       | आवधी                       |
| aym       | ay        | Aymara                     | aimará                       | aymar                     |
| aze       | az        | Azerbaijani                | azerbaijano                  | Azərbaycan                |

### B
| ISO 639-2 | ISO 639-1 | Nome em inglês              | Nome em português           | Nome nativo |
| --------- | --------- | --------------------------- | --------------------------- | ----------- |
| bad       |           | Banda                       | banda                       |             |
| bai       |           | Bamileke languages          | Línguas bamileke            |             |
| bak       | ba        | Bashkir                     | basquir                     | Башҡорт     |
| bal       |           | Baluchi                     | balúchi                     | بلوچی       |
| bam       | bm        | Bambara                     | bâmbara                     | bamanankan  |
| ban       |           | Balinese                    | balinês                     | basa Bali   |
| bas       |           | Basa (Cameroon)             | basa                        | ɓasaá       |
| bat       |           | Baltic languages            | Línguas bálticas            |             |
| bej       |           | Beja                        | beja                        | بداوية      |
| bel       | be        | Belarusian                  | bielorrusso                 | беларуская  |
| bem       |           | Bemba (Zambia)              | bemba                       | ichibemba   |
| ben       | bn        | Bengali                     | bengali ou bangla           | বাংলা          |
| ber       |           | Berber languages            | Línguas berberes            |             |
| bho       |           | Bhojpuri                    | boiapuri                    | भोजपुरी        |
| bih       | bh        | Bihari Languages            | Línguas biaris              | भोजपुरी        |
| bik       |           | Bikol                       | bikol                       | Bicol       |
| bin       |           | Bini                        | bini                        | Èdó         |
| bis       | bi        | Bislama                     | bislamá bichlamar           | Bislama     |
| bla       |           | Siksika                     | siksika; blackfoot          | ᓱᖽᐧᖿ        |
| bnt       |           | Bantu languages             | línguas bantas              |             |
| bod/tib   | bo        | Tibetan                     | tibetano                    | བོད་ཡིག       |
| bos       | bs        | Bosnian                     | bósnio                      | bosanski    |
| bra       |           | Braj                        | braj                        |             |
| bre       | br        | Breton                      | bretão                      | brezhoneg   |
| btk       |           | Batak languages (Indonésia) | Línguas bataque (Indonesia) |             |
| bua       |           | Buriat                      | buriat                      | буряад      |
| bug       |           | Buginese                    | buginês                     | ᨅᨔ ᨕᨘᨁᨗ       |
| bul       | bg        | Bulgarian                   | búlgaro                     | български   |
| byn       |           | Blin; Bilin                 | blin; bilin                 | ብሊን         |

### C
| ISO 639-2 | ISO 639-1 | Nome em inglês                                | Nome em português                                  | Nome nativo      |
| --------- | --------- | --------------------------------------------- | -------------------------------------------------- | ---------------- |
| cad       |           | Caddo                                         | caddo                                              | Hasí:nay         |
| cai       |           | Central American Indian (Other)               | Outras línguas indígenas da América Central        |                  |
| caq       |           | Car Nicobarese                                | car nicobarês                                      |                  |
| car       |           | Carib                                         | caribe                                             |                  |
| cat       | ca        | Catalan                                       | catalão                                            | català           |
| cau       |           | Caucasian (Other)                             | cáucaso (Outras)                                   |                  |
| ceb       |           | Cebuano                                       | cebuano                                            | Sinugboanon      |
| cel       |           | Celtic (Other)                                | céltico (Outras)                                   |                  |
| ces/cze   | cs        | Czech                                         | tcheco                                             | česky            |
| cha       | ch        | Chamorro                                      | chamorro                                           | chamoru          |
| chb       |           | Chibcha                                       | chibcha                                            |                  |
| che       | ce        | Chechen                                       | tchecheno ou checheno                              | нохчийн          |
| chg       |           | Chagatai                                      | chagatai                                           | جغتای            |
| chk       |           | Chuukese                                      | chuukês; truquês                                   |                  |
| chm       |           | Mari (Russia)                                 | mari                                               | марий            |
| chn       |           | Chinook jargon                                | jargão chinook                                     | chinuk wawa      |
| cho       |           | Choctaw                                       | choctaw                                            | Chahta Anumpa    |
| chp       |           | Chipewyan                                     | chipewyan                                          | ᑌᓀᓲᒢᕄᓀ           |
| chr       |           | Cherokee                                      | cherokee                                           | ᏣᎳᎩ              |
| chu       | cu        | Church Slavic                                 | eslavo eclesiástico; eslavo antigo; búlgaro antigo | ѩзыкъ словѣньскъ |
| chv       | cv        | Chuvash                                       | tchuvache                                          | Чӑваш            |
| chy       |           | Cheyenne                                      | cheyenne                                           | Tsétsêhéstaestse |
| cmc       |           | Chamic languages                              | chamic                                             |                  |
| cop       |           | Coptic                                        | copto                                              | ⲙⲉⲧⲛ̀ⲣⲉⲙⲛ̀ⲭⲏⲙⲓ     |
| cor       | kw        | Cornish                                       | córnico                                            | Kernewek         |
| cos       | co        | Corsican                                      | corso                                              | corsu            |
| cpe       |           | Creoles and pidgins, English based (Other)    |                                                    |                  |
| cpf       |           | Creoles and pidgins, French-Based (Other)     |                                                    |                  |
| cpp       |           | Creoles and pidgins, Portuguese-Based (Other) |                                                    |                  |
| cre       | cr        | Cree                                          | cree                                               | ᓀᐦᐃᔭᐤ            |
| crh       |           | Crimean Turkish; Crimean Tatar                | tártaro da Crimeia                                 | Къырым Татар     |
| crp       |           | Creoles and pidgins (Other)                   | Creoles and Pidgins (Outras)                       |                  |
| csb       |           | Kashubian                                     | cassúbio; caxubo                                   | kaszëbsczi       |
| cus       |           | Cushitic (Other)                              | Línguas cuchíticas (Outras)                        |                  |
| cym/wel   | cy        | Welsh                                         | galês                                              | Cymraeg          |

### D
| ISO 639-2 | ISO 639-1 | Nome em inglês               | Nome em português              | Nome nativo  |
| --------- | --------- | ---------------------------- | ------------------------------ | ------------ |
| dak       |           | Dakota                       | dacota                         | Lakhota      |
| dan       | da        | Danish                       | dinamarquês                    | dansk        |
| dar       |           | Dargwa                       | dargínico                      | дарган       |
| day       |           | Dayak                        | dayak                          |              |
| del       |           | Delaware                     | delaware                       | Lënape       |
| den       |           | Slave (Athapascan)           | slave (athapascano)            |              |
| deu/ger   | de        | German                       | alemão                         | Deutsch      |
| dgr       |           | Dogrib                       | dogrib                         | ᐟᕄᐠᐟᗱᐠ       |
| din       |           | Dinka                        | dinka                          | Thuɔŋjäŋ     |
| div       | dv        | Dhivehi                      | diveí; maldivense              | ދިވެހިބަސް        |
| doi       |           | Dogri (generic)              | dogri                          | डोगरी          |
| dra       |           | Dravidian (Other)            | dravidiano (Outras)            |              |
| dsb       |           | Sorbian, Lower               | baixo sorábio                  | dolnoserbski |
| dua       |           | Duala                        | duala                          | Duala        |
| dum       |           | Dutch, Middle (ca.1050-1350) | holandês médio (ca. 1050-1350) |              |
| dyu       |           | Dyula                        | dyula                          | Jula         |
| dzo       | dz        | Dzongkha                     | dzongkha; zoncá                | ཇོང་ཁ         |

### E
| ISO 639-2 | ISO 639-1 | Nome em inglês              | Nome em português            | Nome nativo |
| --------- | --------- | --------------------------- | ---------------------------- | ----------- |
| efi       |           | Efique                      | efique                       |             |
| egy       |           | Egípcio (antigo)            | egípcio antigo               |             |
| eka       |           | Ekajuk                      | ekajuk                       |             |
| ell/gre   | el        | Greek, Modern (1453-)       | grego moderno (desde 1453)   | Ελληνικά    |
| elx       |           | Elamite                     | elemita                      |             |
| eng       | en        | English                     | inglês                       | English     |
| enm       |           | English, Middle (1100-1500) | inglês médio (ca. 1100-1500) | English     |
| epo       | eo        | Esperanto                   | esperanto                    | Esperanto   |
| est       | et        | Estonian                    | estoniano                    | eesti       |
| eus/baq   | eu        | Basque                      | basco                        | euskara     |
| ewe       | ee        | Jeje                        | jeje                         | Ɛʋɛ         |
| ewo       |           | Ewondo                      | ewondo                       |             |

### F
| ISO 639-2 | ISO 639-1 | Nom em inglês                 | Nome em português             | Nome nativo      |
| --------- | --------- | ----------------------------- | ----------------------------- | ---------------- |
| fan       |           | Fang (Equatorial Guinea)      | fang                          | Fang             |
| fao       | fo        | Faroese                       | feroês ou feróico             | føroyskt         |
| fas/per   | fa        | Persian                       | persa                         | فارسی            |
| fat       |           | Fanti                         | fanti                         |                  |
| fij       | fj        | Fijian                        | fidjiano                      | na vosa Vakaviti |
| fil       |           | Filipino; Pilipino            | filipino                      |                  |
| fin       | fi        | Finnish                       | finlandês                     | suomi            |
| fiu       |           | Finno-Ugrian (Other)          | Línguas fino-úgricas (Outras) |                  |
| fon       |           | Fon                           | fon                           | Fɔn              |
| fra/fre   | fr        | French                        | francês                       | Français         |
| frm       |           | French, Middle (ca.1400-1600) | francês médio (ca. 1400-1600) |                  |
| fro       |           | French, Old (842-Ca.1400)     | francês antigo (842-ca. 1400) |                  |
| frr       |           | Northern Frisian              | frisão setentrional           | Frysk            |
| frs       |           | Eastern Frisian               | frisão oriental               | Frysk            |
| fry       | fy        | Western Frisian               | frisão ocidental              | Frysk            |
| ful       | ff        | Fulah                         | fula                          | Fulfulde         |
| fur       |           | Friulian                      | friuliano                     | furlan           |

### G
| ISO 639-2 | ISO 639-1 | Nome em inglês                     | Nome em português                  | Nome nativo                                   |
| --------- | --------- | ---------------------------------- | ---------------------------------- | --------------------------------------------- |
| gaa       |           | Ga                                 | ga                                 | Gã                                            |
| gay       |           | Gayo                               | gayo                               |                                               |
| gba       |           | Gbaya (Central African Republic)   | gbaya                              |                                               |
| gem       |           | Germanic (Other)                   | Outras línguas germânicas          |                                               |
| gez       |           | Geez                               | ge'ez                              | ግዕዝ                                           |
| gil       |           | Gilbertese                         | gilbertês; kiribati                | taetae ni Kiribati                            |
| gla       | gd        | Gaelic                             | gaélico escocês                    | Gàidhlig                                      |
| gle       | ga        | Irish                              | irlandês                           | Gaeilge                                       |
| glg       | gl        | Galician                           | galego                             | galego                                        |
| glv       | gv        | Manx                               | manês; manx                        | Gaelg                                         |
| gmh       |           | German, Middle High (ca.1050-1500) | alto-alemão médio (ca. 1050-1500)  | Mittelhochdeutsch                             |
| gml       |           | German, Middle Low (ca. 1100-1600) | baixo-alemão médio (ca. 1100-1600) | Mittelniederdeutsch                           |
| goh       |           | German, Old High (ca.750-1050)     | alto-alemão antigo (ca. 750-1050)  | Althochdeutsch                                |
| gon       |           | Gondi                              | gondi                              |                                               |
| gor       |           | Gorontalo                          | gorontalo                          |                                               |
| got       |           | Gothic                             | gótico                             | ������������������������                      |
| grb       |           | Grebo                              | grebo                              |                                               |
| grc       |           | Greek, Ancient (to 1453)           | grego antigo (até 1453)            | ἑλληνικά                                      |
| grn       | gn        | Guarani                            | guarani                            | Avañe'ẽ                                       |
| gsw       |           | Swiss German; Alemannic; Alsatian  | suíço-alemão, alemânico, alsaciano | Schweizerdeutsch, Alemannisch, Elsässerditsch |
| guj       | gu        | Gujarati                           | gujarati; guzerate                 | ગુજરાતી                                          |
| gwi       |           | Gwich'in                           | gwich´in                           | Gwich´in                                      |

### H
| ISO 639-2 | ISO 639-1 | Nome em inglês          | Nome em português         | Nome nativo    |
| --------- | --------- | ----------------------- | ------------------------- | -------------- |
| hai       |           | Haida                   | haida                     | X̲aat Kíl       |
| hat       | ht        | Haitian; Haitian Creole | crioulo haitiano; Haitian | kreyòl ayisyen |
| hau       | ha        | Hauçá                   | Hauçá                     | حَوْسََ            |
| haw       |           | Hawaiian                | havaiano                  | ʻōlelo Hawaiʻi |
| heb       | he        | Hebrew                  | hebraico                  | עִבְרִית          |
| her       | hz        | Herero                  | hereró                    | Otjiherero     |
| hil       |           | Hiligaynon              | hiligaynon                | Ilonggo        |
| him       |           | Himachali               | himachali                 |                |
| hin       | hi        | Hindi                   | hindi; híndi; indi        | हिन्दी            |
| hit       |           | Hittite                 | hitita                    |                |
| hmn       |           | Hmong                   | hmong                     | Hmoob          |
| hmo       | ho        | Hiri Motu               | Hiri Motu                 | Hiri Motu      |
| hrv/scr   | hr        | Croatian                | croata                    | hrvatski       |
| hsb       |           | Sorbian, Upper          | sorábio alto              | hornjoserbsce  |
| hun       | hu        | Hungarian               | húngaro                   | magyar         |
| hup       |           | Hupa                    | hupa                      |                |
| hye/arm   | hy        | Armenian                | armênio                   | Հայերեն        |

### I
| ISO 639-2 | ISO 639-1 | Nome em inglês                                             | Nome em português     | Nome nativo      |
| --------- | --------- | ---------------------------------------------------------- | --------------------- | ---------------- |
| iba       |           | Iban                                                       | iban                  |                  |
| ibo       | ig        | Ibo                                                        | ibo                   | Ibo              |
| ido       | io        | Ido                                                        | ido                   | Ido              |
| iii       | ii        | Yi, Sichuan                                                | yi de Sichuan         | ꆇꉙ             |
| ijo       |           | Ijo                                                        | ijo                   |                  |
| iku       | iu        | Inuktitut                                                  | inuktitut             | ᐃᓄᒃᑎᑐᑦ           |
| ile       | ie        | Interlingue                                                | interlíngua           | Interlingue      |
| ilo       |           | Iloko                                                      | ilocano               | ilokano          |
| ina       | ia        | Interlingua (International Auxiliary Language Association) | interlíngua           | Interlingua      |
| inc       |           | Indic (outras)                                             | indico (Outras)       |                  |
| ind       | id        | Indonesian                                                 | indonésio             | bahasa Indonesia |
| ine       |           | Indo-European (outras)                                     | indo-europeu (Outras) |                  |
| inh       |           | Ingush                                                     | ingush                | гӀалгӀай         |
| ipk       | ik        | Inupiaq                                                    | inupiaq               | Iñupiaq          |
| ira       |           | Iranian (outras)                                           | iraniano (Outras)     |                  |
| iro       |           | Iroquoian languages                                        | iroquoiano            |                  |
| isl/ice   | is        | Icelandic                                                  | islandês              | íslenska         |
| ita       | it        | Italian                                                    | italiano              | italiano         |

### J
| ISO 639-2 | ISO 639-1 | Nome em inglês | Nome em português | Nome nativo |
| --------- | --------- | -------------- | ----------------- | ----------- |
| jav       | jv        | Javanese       | javanês           | Basa Jawa   |
| jbo       |           | Lojban         | lojban            | lojban      |
| jpn       | ja        | Japanese       | japonês           | 日本語      |
| jpr       |           | Judeo-Persian  | judeu-persa       |             |
| jrb       |           | Judeo-Arabic   | judeu-árabe       |             |

### K
| ISO 639-2 | ISO 639-1 | Nome em inglês    | Nome em português | Nome nativo      |
| --------- | --------- | ----------------- | ----------------- | ---------------- |
| kaa       |           | Kara-Kalpak       | kara-kalpak       | Қарақалпақ       |
| kab       |           | Kabyle            | cabila            | ثاقبايليث        |
| kac       |           | Kachin            | kachin ou jingpho | Jinghpaw         |
| kal       | kl        | Kalaallisut       | groenlandês       | kalaallisut      |
| kam       |           | Kamba (Kenya)     | kamba             |                  |
| kan       | kn        | Kannada           | canarês           | ಕನ್ನಡ             |
| kar       |           | Karen             | karen             |                  |
| kas       | ks        | Kashmiri          | caxemir           | कश्मीरी - (كشميري)  |
| kat/geo   | ka        | Georgian          | georgiano         | ქართული          |
| kau       | kr        | Kanuri            | kanuri ou canúri  | kanuri           |
| kaw       |           | Kawi              | kawi              | Bhāṣa Kawi       |
| kaz       | kk        | Kazakh            | cazaque           | қазақша          |
| kbd       |           | Kabardian         | cabardiano        | къэбэрдеибзэ     |
| kha       |           | Khasi             | khasi             | khasi            |
| khi       |           | Khoisan (Other)   | khoisano (Outras) |                  |
| khm       | km        | Khmer             | khmer             | ភាសាខ្មែរ            |
| kho       |           | Khotanese         | khotanês          |                  |
| kik       | ki        | Kikuyu            | kikuyu; Gikuyu    | Gĩkũyũ           |
| kin       | rw        | Kinyarwanda       | quiniaruanda      | kinyaRwanda      |
| kir       | ky        | Kirghiz           | quirguiz          | Кыргызча         |
| kmb       |           | Kimbundu          | quimbundu         |                  |
| kok       |           | Konkani (generic) | concani           | कोंकणी              |
| kom       | kv        | Komi              | komi              | коми             |
| kon       | kg        | Kongo             | kongo             | Kikongo          |
| kor       | ko        | Korean            | coreano           | 한국어           |
| kos       |           | Kosraean          | kosraeano         | Kosrae           |
| kpe       |           | Kpelle            | kpelle            | kpele            |
| krc       |           | Karachay-Balkar   | carachaio-bálcara | Къарачай-Малкъар |
| krl       |           | Karelian          | carélio           | karjala          |
| kro       |           | Kru               | kru               |                  |
| kru       |           | Kurukh            | kurux             | कुड़ुख़              |
| kua       | kj        | Kuanyama          | oshikwanyama      | kuanyama         |
| kum       |           | Kumyk             | kumyk             | Къумукъ          |
| kur       | ku        | Kurdish           | curdo             | Kurdî/كوردي      |
| kut       |           | Kutenai           | kutenai           | Ktunaxa          |

### L
| ISO 639-2 | ISO 639-1 | Nome em inglês                   | Nome em português      | Nome nativo        |
| --------- | --------- | -------------------------------- | ---------------------- | ------------------ |
| lad       |           | Ladino                           | ladino; judeu-espanhol | ג'ודיאו‮–‬איספאנייול |
| lah       |           | Lahnda                           | lahnda                 | ਲਹਿੰਦੀ                |
| lam       |           | Lamba                            | lamba                  |                    |
| lao       | lo        | Lao                              | laociano               | ລາວ                |
| lat       | la        | Latin                            | latim                  | latine             |
| lav       | lv        | Latvian                          | letão                  | latviešu           |
| lez       |           | Lezghian                         | lezgui‌?                | лезги              |
| lim       | li        | Limburgish, Limburger, Limburgan | limburguês             | Lèmburgs           |
| lin       | ln        | Lingala                          | lingala                | Lingala            |
| lit       | lt        | Lithuanian                       | lituano                | lietuvių           |
| lol       |           | Mongo                            | mongo                  |                    |
| loz       |           | Lozi                             | lozi                   | siLozi             |
| ltz       | lb        | Letzeburgesch                    | luxemburguês           | Lëtzebuergesch     |
| lua       |           | Luba-Lulua                       | luba-lulua             | lwaà:              |
| lub       | lu        | Luba-Katanga                     | luba-catanga           |                    |
| lug       | lg        | Ganda                            | luganda                | Luganda            |
| lui       |           | Luiseno                          | luiseña                |                    |
| lun       |           | Lunda                            | lunda                  | chiLunda           |
| luo       |           | Luo (Kenya and Tanzania)         | luo                    | Dholuo             |
| lus       |           | Lushai                           | lushai                 |                    |

### M
| ISO 639-2 | ISO 639-1 | Nome em inglês           | Nome em português                 | Nome nativo             |
| --------- | --------- | ------------------------ | --------------------------------- | ----------------------- |
| mad       |           | Madurese                 | maduresa                          | Basa Mathura            |
| mag       |           | Magahi                   | magahi                            | मगही                     |
| mah       | mh        | Marshall                 | marshallês                        | Kajin M̧ajeļ; Ebon       |
| mai       | bh        | Maithili                 | maithili                          | मैथिली                     |
| mak       |           | Makasar                  | makasar                           |                         |
| mal       | ml        | Malayalam                | malaiala                          | മലയാളം                    |
| man       |           | Mandingo                 | mandinga                          |                         |
| map       |           | Austronesian (Other)     | austronesio (Outras)              |                         |
| mar       | mr        | Marathi                  | marata                            | मराठी                     |
| mas       |           | Masai                    | masai                             | ɔl Maa                  |
| mdf       |           | Moksha                   | moksha                            | мокшень                 |
| mdr       |           | Mandar                   | mandar                            |                         |
| men       |           | Mende (Sierra Leone)     | mende                             | Mɛnde                   |
| mga       |           | Irish, Middle (900-1200) | irlandês médio (900-1200)         |                         |
| mic       |           | Micmac                   | micmac; Mi'kmaq                   | Mi'gmaq                 |
| min       |           | Minangkabau              | minangkabau                       | Baso Minangkabau        |
| mis       |           | Miscellaneous languages  | línguas miscelâneas               |                         |
| mkd/mac   | mk        | Macedonian               | macedônio                         | македонски              |
| mkh       |           | Mon-Khmer (Other)        | mon-khmer (Outras)                |                         |
| mlg       | mg        | Malagasy                 | malgaxe                           | Malagasy fiteny         |
| mlt       | mt        | Maltese                  | maltês                            | bil-Malta               |
| mnc       |           | Manchu                   | manchu                            | ᠮᠠᠨᠵᡠ ᡤᡳᠰᡠᠨ ᠪᡝ          |
| mni       |           | Manipuri                 | manipuri                          | মৈইতৈইলোন                  |
| mno       |           | Manobo languages         | manobo                            |                         |
| moh       |           | Mohawk                   | mohawk                            | Kanien’kéha             |
| mol       | mo        | Moldavian                | moldavo                           | молдовеняскэ            |
| mon       | mn        | Mongolian                | mongol                            | монгол                  |
| mos       |           | Mossi                    | mossi                             | Mòoré                   |
| mri/mao   | mi        | Maori                    | maori                             | te reo Māori            |
| msa/may   | ms        | Malay (generic)          | malaio                            | bahasa Melayu/بهاس ملاي |
| mul       |           | Multiple languages       | línguas múltiplas (várias usadas) |                         |
| mun       |           | Munda languages          | línguas munda                     |                         |
| mus       |           | Creek                    | creek                             | Mvskokē empunakv        |
| mwl       |           | Mirandese                | mirandês                          | mirandês                |
| mwr       |           | Marwari                  | marwari                           | मारवाड़ी                    |
| mya/bur   | my        | Burmese                  | birmanês; burmês                  | မန္မာစာ                    |
| myn       |           | Mayan languages          | maia                              |                         |
| myv       |           | Erzya                    | erzya                             | эрзя                    |

### N
| ISO 639-2 | ISO 639-1 | Nome em inglês               | Nome em português                 | Nome nativo       |
| --------- | --------- | ---------------------------- | --------------------------------- | ----------------- |
| nah       |           | Nahuatl                      | nahuatl; náuatle                  | nāhuatl           |
| nai       |           | North American Indian        | ameríndio (Outras)                |                   |
| nap       |           | Neapolitan                   | napolitano                        | nnapulitano       |
| nau       | na        | Nauru                        | nauruano                          | ekakairũ naoero   |
| nav       | nv        | Navajo                       | navajo; navaho                    | Diné bizaad       |
| nbl       | nr        | Ndebele, South               | ndebele do sul                    | Ndébélé           |
| nde       | nd        | Ndebele, North               | ndebele do norte                  | isiNdebele        |
| ndo       | ng        | Ndonga                       | ndonga                            | O(shi)wambo       |
| nds       |           | Low German; Low Saxon        | baixo saxão                       | Plattdüütsch      |
| nep       | ne        | Nepali                       | nepali, nepalês                   | नेपाली               |
| new       |           | Newari                       | newari                            | नेपाल भाषा            |
| nia       |           | Nias                         | nias                              |                   |
| nic       |           | Niger-Kordofanian (Other)    | niger-cordofanio (Outras)         |                   |
| niu       |           | Niuean                       | niueano                           | ko e vagahau Niuē |
| nld/dut   | nl        | Dutch                        | holandês                          | Nederlands        |
| nno       | nn        | Norwegian Nynorsk            | novo norueguês                    | Norsk Nynorsk     |
| nob       | nb        | Norwegian Bokmaal            | bokmål norueguês                  | Bokmål            |
| nog       |           | Nogai                        | nogai                             | Ногай             |
| non       |           | Norse, Old                   | norueguês antigo; nórdico arcaico | Norrǿna           |
| nor       | no        | Norwegian                    | norueguês                         | norsk             |
| nso       |           | Sotho, Northern              | seSotho do norte                  | sePêdi            |
| nub       |           | Nubian languages             | nubio                             |                   |
| nwc       |           | Classical Newari; Old Newari | newari clássico                   |                   |
| nya       | ny        | Chichewa; Nyanja             | nianja; chewa; nyanja             | chiCheŵa          |
| nym       |           | Nyamwezi                     | nyamwezi                          | Kinyamwezi        |
| nyn       |           | Nyankole                     | nyankole                          |                   |
| nyo       |           | Nyoro                        | nyoro                             | Runyoro           |
| nzi       |           | Nzima                        | nzima                             |                   |

### O
| ISO 639-2 | ISO 639-1 | Nome em inglês                 | Nome em português                 | Nome nativo |
| --------- | --------- | ------------------------------ | --------------------------------- | ----------- |
| oaa       |           | Uilta / Orok                   | Orok                              | ульта       |
| oci       | oc        | Occitan (post 1500); Provençal | occitano (depois 1500); provençal | occitan     |
| oji       | oj        | Ojibwa                         | chippewa                          | ᐊᓂᔑᓇᐯ       |
| ori       | or        | Oriya                          | oriá                              | ଓଡ଼ିଆ         |
| orm       | om        | Oromo                          | oromo                             | Oromoo      |
| osa       |           | Osage                          | osage                             |             |
| oss       | os        | Ossetian; Ossetic              | oseto                             | иронау      |
| ota       |           | Turkish, Ottoman (1500-1928)   | turco otomano (1500-1928)         | لسان عثمانى |
| oto       |           | Otomian languages              | otomiano                          |             |

### P
| ISO 639-2 | ISO 639-1 | Nome em inglês                 | Nome em português               | Nome nativo         |
| --------- | --------- | ------------------------------ | ------------------------------- | ------------------- |
| paa       |           | Papuan (Other)                 | papuano (Outras)                |                     |
| pag       |           | Pangasinan                     | pangasinan                      | Pangasinán          |
| pal       |           | Pahlavi                        | pálavi                          |                     |
| pam       |           | Pampanga                       | pampanga                        | Amanung Kapampangan |
| pan       | pa        | Panjabi                        | panjabi                         | ਪੰਜਾਬੀ                 |
| pap       |           | Papiamento                     | papiamento                      | Papiamentu          |
| pau       |           | Palauan                        | palauano                        | tekoi ra Belau      |
| pdc       |           | Pennsylvania German            |                                 | Deitsch             |
| peo       |           | Persian, Old (ca.600-400 B.C.) | persa antigo (ca. 600-400 B.C.) |                     |
| phi       |           | Philippine (Other)             | filipina (Outras)               |                     |
| phn       |           | Phoenician                     | fenício                         |                     |
| pli       | pi        | Pali                           | páli                            | पािऴ                  |
| pol       | pl        | Polish                         | polaco; polonês                 | polski              |
| pon       |           | Pohnpeian                      | ponpeiano‌?                      |                     |
| por       | pt        | Portuguese                     | português                       | português           |
| para      |           | Prakrit languages              | prakrit                         |                     |
| pro       |           | Provençal, Old (to 1500)       | provençal antigo (to 1500)      |                     |
| pus       | ps        | Pushto                         | pachto; pastó; afegão           | پښتو                |

### Q
| ISO 639-2 | ISO 639-1 | Nome em inglês         | Nome em português        | Nome nativo |
| --------- | --------- | ---------------------- | ------------------------ | ----------- |
| qaa-qtz   |           | Reserved for local use | Reservado para uso local |             |
| que       | qu        | Quechua                | quíchua; quéchua         | Runa Simi   |

### R
| ISO 639-2 | ISO 639-1 | Nome em inglês  | Nome em português | Nome nativo        |
| --------- | --------- | --------------- | ----------------- | ------------------ |
| raj       |           | Rajasthani      | rajasthani        |                    |
| rap       |           | Rapanui         | rapanui           | rapanui            |
| rar       |           | Rarotongan      | rarotonga         | Māori Kūki 'Āirani |
| roa       |           | Romance (Other) | romance (Outras)  |                    |
| roh       | rm        | Raeto-Romance   | reto-romano       | rumantsch          |
| rom       |           | Romany          | romani            | रोमानो                |
| ron/rum   | ro        | Romanian        | romeno            | română             |
| run       | rn        | Rundi           | kirundi; rundi    | kiRundi            |
| rus       | ru        | Russian         | russo             | русский            |

### S
| ISO 639-2 | ISO 639-1 | Nome em inglês                | Nome em português                          | Nome nativo   |
| --------- | --------- | ----------------------------- | ------------------------------------------ | ------------- |
| sad       |           | Sandawe                       | sandawe                                    |               |
| sag       | sg        | Sango                         | sango                                      | sängö         |
| sah       |           | Yakut                         | yakut                                      | Саха          |
| sai       |           | South American Indian (Other) | Outras línguas indígenas da América do Sul |               |
| sal       |           | Salishan languages            | salishano                                  |               |
| sam       |           | Samaritan Aramaic             | aramaico samaritano                        | ܐܪܡܝܐ         |
| san       | sa        | Sanskrit                      | sânscrito                                  | संस्कृत          |
| sas       |           | Sasak                         | sasaque                                    |               |
| sat       |           | Santali                       | santali                                    | संथाली           |
| scn       |           | Sicilian                      | siciliano                                  | sicilianu     |
| sco       |           | Scots                         | escocês                                    | Scoats leid   |
| sel       |           | Selkup                        | selkup                                     | шӧльӄумыт     |
| sem       |           | Semitic (Other)               | (Outras) línguas semíticas                 |               |
| sga       |           | Irish, Old (to 900)           | irlandês antigo (a 900)                    |               |
| sgn       |           | Sign Languages                | línguas gestuais                           |               |
| shn       |           | Shan                          | shan                                       |               |
| sid       |           | Sidamo                        | sidamo                                     | Sidámo        |
| sin       | si        | Sinhalese                     | cingalês; sinhala                          | සිංහල           |
| sio       |           | Siouan languages              | sioux                                      |               |
| sit       |           | Sino-Tibetan (Other)          | (Outras) línguas sino-tibetanas            |               |
| sla       |           | Slavic (Other)                | (Outras) línguas eslavas                   |               |
| slk/slo   | sk        | Slovak                        | eslovaco                                   | slovenčina    |
| slv       | sl        | Slovenian                     | esloveno                                   | slovenščina   |
| sma       |           | Southern Sami                 | sami do sul                                | saemien giele |
| sme       | se        | Northern Sami                 | sami do norte                              | sámegiella    |
| smi       |           | Sami languages (Other)        | (Outras) sami                              |               |
| smj       |           | Lule Sami                     | sami lule                                  | sámegiella    |
| smn       |           | Inari Sami                    | sami inari                                 | säämegiella   |
| smo       | sm        | Samoan                        | samoano                                    | Gagana Samoa  |
| sms       |           | Skolt Sami                    | sami skolt                                 | sää'mǩiõll    |
| sna       | sn        | Shona                         | chona                                      | chiShona      |
| snd       | sd        | Sindhi                        | sindi                                      | सिनधि           |
| snk       |           | Soninke                       | soninke                                    | Soninkanxaane |
| sog       |           | Sogdian                       | sogdiano                                   |               |
| som       | so        | Somali                        | somali                                     | Soomaaliga    |
| son       |           | Songai                        | songai                                     |               |
| sot       | st        | Sotho, Southern               | soto do sul                                | seSotho       |
| spa       | es        | Spanish                       | castelhano; espanhol                       | español       |
| sqi/alb   | sq        | Albanian                      | albanês                                    | Shqip         |
| srd       | sc        | Sardinian                     | sardo                                      | sardu         |
| srp/scc   | sr        | Serbian                       | sérvio                                     | српски        |
| srr       |           | Serer                         | serer                                      |               |
| ssa       |           | Nilo-Saharan (Other)          | nilo-saharano (Outras)                     |               |
| ssw       | ss        | Swati                         | suázi                                      | SiSwati       |
| suk       |           | Sukuma                        | sukuma                                     |               |
| sun       | su        | Sundanese                     | sundanês                                   | basa Sunda    |
| sus       |           | Susu                          | susu                                       |               |
| sux       |           | Sumerian                      | sumério                                    | eme-ĝir       |
| swa       | sw        | Swahili (generic)             | suaíli                                     | Kiswahili     |
| swb       |           | Maore Comorian                | maori comoriano                            |               |
| swe       | sv        | Swedish                       | sueco                                      | svenska       |
| syr       |           | Syriac                        | siríaco                                    | ܣܘܪܝܐܝܐ       |

### T
| ISO 639-2 | ISO 639-1 | Nome em inglês        | Nome em português            | Nome nativo  |
| --------- | --------- | --------------------- | ---------------------------- | ------------ |
| tah       | ty        | Tahitian              | taitiano                     | reo Tahiti   |
| tai       |           | Tai (Other)           | (Outras) línguas tailandesas |              |
| tam       | ta        | Tamil                 | tâmil                        | தமிழ்          |
| tat       | tt        | Tatar                 | tártaro                      | Tatarça      |
| tel       | te        | Telugu                | telugu                       | తెలుగు          |
| tem       |           | Timne                 | timne                        |              |
| ter       |           | Tereno                | tereno                       |              |
| tet       |           | Tetum                 | tetum                        | Tetun        |
| tgk       | tg        | Tajik                 | tajique                      | Тоҷикӣ       |
| tgl       | tl        | Tagalog               | tagalo                       | Tagalog      |
| tha       | th        | Thai                  | tailandês                    | ภาษาไทย      |
| tig       |           | Tigre                 | Tigre                        | Tigré        |
| tir       | ti        | Tigrinya              | tigrínia                     | ትግርኛ         |
| tiv       |           | Tive                  | tive                         |              |
| tkl       |           | Tokelau               | toquelauano                  |              |
| tlh       |           | Klingon; tlhIngan-Hol | klingon; tlhIngan-Hol        | tlhIngan-Hol |
| tli       |           | Tlingit               | tlingit                      | Lingít       |
| tmh       |           | Tamashek              | tamasheque                   |              |
| tog       |           | Tonga (Nyasa)         | tonga                        | chiTonga     |
| ton       | to        | Tonga (Tonga Islands) | tonganês                     | faka-Tonga   |
| tpi       |           | Tok Pisin             | tok pisin                    | Tok Pisin    |
| tsi       |           | Tsimshian             | tsimshian                    | Sm’algyax̣    |
| tsn       | tn        | Tswana                | tswana                       | seTswana     |
| tso       | ts        | Tsonga                | tsonga                       | xiTsonga     |
| tuk       | tk        | Turkmen               | turcomano                    | Түркмен      |
| tum       |           | Tumbuka               | tumbuka                      | chiTumbuka   |
| tup       |           | Tupi languages        | tupi                         | Nheengatu    |
| tur       | tr        | Turkish               | turco                        | Türkçe       |
| tut       |           | Altaic (Other)        | (Outras) línguas altaicas    |              |
| tvl       |           | Tuvaluan              | tuvaluano                    | 'gana Tuvalu |
| twi       | tw        | Twi                   | twi                          | Twi          |
| tyv       |           | Tuvinian              | tuvano                       | Тыва         |

### U
| ISO 639-2 | ISO 639-1 | Nome em inglês | Nome em português                                  | Nome nativo |
| --------- | --------- | -------------- | -------------------------------------------------- | ----------- |
| udm       |           | Udmurt         | udmurt                                             | удмурт      |
| uga       |           | Ugaritic       | ugarítico                                          |             |
| uig       | ug        | Uighur         | uigur                                              | Уйғурче     |
| ukr       | uk        | Ukrainian      | ucraniano                                          | українська  |
| umb       |           | Umbundu        | umbundu                                            |             |
| und       |           | Undetermined   | indeterminado (a língua não pôde ser identificada) |             |
| urd       | ur        | Urdu           | urdu                                               | اردو        |
| uzb       | uz        | Uzbek          | uzbeque; uzbek                                     | Ўзбек       |

### V
| ISO 639-2 | ISO 639-1 | Nome em inglês | Nome em português | Nome nativo |
| --------- | --------- | -------------- | ----------------- | ----------- |
| vai       |           | Vai            | vai               |             |
| ven       | ve        | Venda          | venda             | tshiVenḓa   |
| vie       | vi        | Vietnamese     | vietnamita        | tiếng Việt  |
| vol       | vo        | Volapük        | volapuque         | Volapük     |
| vot       |           | Votic          | votico            | vaďďa       |

### W
| ISO 639-2 | ISO 639-1 | Nome em inglês     | Nome em português          | Nome nativo         |
| --------- | --------- | ------------------ | -------------------------- | ------------------- |
| wak       |           | Wakashan languages | wakashano                  |                     |
| wal       |           | Walamo             | walamo                     |                     |
| war       |           | Waray (Filipinas)  | waray-waray                | Samar-Leyte Visayan |
| was       |           | Washo              | washo                      |                     |
| wel       |           | Welsh              | galês                      |                     |
| wen       |           | Sorbian languages  | línguas sorábias (lusácio) |                     |
| wln       | wa        | Walloon            | valão                      | walon               |
| wol       | wo        | Wolof              | uolofe                     | Wolof               |

### X
| ISO 639-2 | ISO 639-1 | Nome em inglês | Nome em português | Nome nativo |
| --------- | --------- | -------------- | ----------------- | ----------- |
| xal       |           | Kalmyk; Oirat  | calmuc; oirat     | хальмг      |
| xho       | xh        | Xhosa          | xhosa             | isiXhosa    |

### Y
| ISO 639-2 | ISO 639-1 | Nome em inglês  | Nome em português | Nome nativo |
| --------- | --------- | --------------- | ----------------- | ----------- |
| yao       |           | Yao             | yao               | Chiyao      |
| yap       |           | Yapese          | yapês             |             |
| yid       | yi        | Yiddish         | iídiche           | ייִדיש       |
| yor       | yo        | Yoruba          | iorubá            | Yorùbá      |
| ypk       |           | Yupik languages | yupique           |             |

### Z
| ISO 639-2 | ISO 639-1 | Nome em inglês        | Nome em português           | Nome nativo      |
| --------- | --------- | --------------------- | --------------------------- | ---------------- |
| zap       |           | Zapotec               | zapoteca                    |                  |
| zen       |           | Zenaga                | zenaga                      | Tuḍḍungiyya      |
| zha       | za        | Zhuang                | zhuang; chuang              | Saɯ cueŋƅ        |
| zho/chi   | zh        | Chinese               | chinês                      | 漢語; 汉语; 中文 |
| znd       |           | Zande (generic)       | zande                       |                  |
| zul       | zu        | Zulu                  | zulu                        | isiZulu          |
| zun       |           | Zuni                  | zunhi                       | Shiwi            |
| zxx       |           | No linguistic content | nenhum conteúdo linguístico |                  |

### (outros)
| ISO 639-2 | ISO 639-1 | Nome em inglês | Nome em português | Nome nativo                                                      |
| --------- | --------- | -------------- | ----------------- | ---------------------------------------------------------------- |
|           | sh        | Serbo-Croatian | servo-croata      | srpskohrvatski / hrvatskosrpski / српскохрватски / хрватскосрпск |